# Фечина, Лариса Геннадьевна
Лариса Геннадьевна Фечина (род. 7 февраля 1960, Челябинск-40, РСФСР, СССР) — российский политик, депутат Государственной Думы шестого созыва с 13 апреля 2015 года, член фракции «Единая Россия», член комитета ГД по охране здоровья. Заслуженный врач РФ (2011).

## Биография
Родилась 7 февраля 1960 года в закрытом городе Челябинске-40 (ныне — город Озёрск Челябинской области).
Выросла в медицинской семье. Окончила педиатрический факультет Свердловского государственного медицинского института, прошла интернатуру по специальности «детский инфекционист».
Начала работать врачом-гематологом в 1985 году в больнице, в отделении детской гематологии. С 1992 года возглавила онкогематологическое отделение Областной детской клинической больницы №1 в Екатеринбурге.
С 1987 по 1994 г. преподавала на кафедре детских болезней Свердловского государственного медицинского института.
В 2003 году защитила кандидатскую диссертацию по теме «Ответ на терапию как прогностический фактор течения острого лимфобластного лейкоза у детей по результатам многоцентрового проспективного контролируемого исследования ОЛЛ-БФМ 90/ОЛЛ-МБ 91».
С сентября 2013 по апрель 2015 годы являлась депутатом Екатеринбургской городской Думы VI созыва, членом, а затем председателем постоянной комиссии по социальной защите и здравоохранению на неосвобожденной основе.
В 2014 году награждена медалью Русской Православной Церкви преподобномученицы Великой княгини Елисаветы Федоровны II степени и профессиональной премией Национального общества детских гематологов и онкологов России «За верность профессии».
Замужем, двое детей, трое внуков.

### Депутат ГД
С 13 апреля 2015 года по сентябрь 2016 года — депутатом Государственной Думы Федерального Собрания Российской Федерации VI созыва. Мандат депутата перешел после сложения полномочий Игорем Бариновым
В сентябре 2016 баллотировалась в ГД 7-го созыва. Избрана не была.